# سربرج (طرقبه شاندیز)
سربرج (مشهد)، روستایی از توابع بخش طرقبه شهرستان مشهد در استان خراسان رضوی ایران است.

## جمعیت
این روستا در دهستان طرقبه قرار دارد و براساس سرشماری مرکز آمار ایران در سال ۱۳۸۵، جمعیت آن ۱۷۵ نفر (۴۴خانوار) بوده‌است. در آخرین سرشماری انجام گرفته (1395) نیز این سکونتگاه با روندی افزایشی دارای 262 نفر جمعیت (129 مرد و 133 زن) در قالب 82 خانوار می‌باشد.